# Huỳnh Công Lý (quan nhà Nguyễn)
Huỳnh Công Lý hay Hoàng Công Lý (? - 1821) là võ quan cao cấp của nhà Nguyễn trong lịch sử Việt Nam. Năm 1819, ông được cử làm Phó tổng trấn Gia Định thành, sau đó vì phạm tội tham nhũng mà bị xử chết.

## Cuộc đời
Huỳnh Công Lý, chưa rõ thân thế, chỉ biết ông ra làm quan từ thời vua Gia Long, được phong tới tước Lý Chính hầu.
Tháng 2 năm Nhâm Tuất (1802), Huỳnh Công Lý được Nguyễn Ánh sai làm Vệ úy thuộc dinh Túc trực, coi 10 đội với 500 quân.
Tháng 10 năm Gia Long thứ 10 (1811) Vệ úy Huỳnh Công Lý đi làm Trấn thủ Bình Định.
Tháng 9 năm Gia Long 14 (1815), Huỳnh Công Lý được gọi về kinh làm Tả thống chế coi 5 vệ binh.
Tháng 11 năm Ất Hợi (1815), Tả thống chế Thị trung là Huỳnh Công Lý xin mộ dân ngoại tịch ở Bình Định lập làm đội Thái hương, hằng năm nộp trầm hương mỗi người 1 cân. Việc này được vua Gia Long ưng chuẩn.
Tháng 10 năm Đinh Sửu (1817), Huỳnh Công Lý lại cùng với Tôn Thất Bính mộ dân ngoại tịch sung vào vệ Nội hầu và các đội Túc trực.
Tháng 7 năm Mậu Dần (1818), Huỳnh Công Lý được bổ làm quan cai trị đất Gia Định: “Lấy Đô thống chế Tả dinh quân Thần sách là Lê Văn Phong làm Phó tổng trấn Bắc thành, Tả thống chế Thị trung là Hoàng Công Lý làm Phó tổng trấn Gia Định”. Huỳnh Công Lý được sai làm Phó tổng trấn Gia Định thành phụ giúp Hữu quân Nguyễn Huỳnh Đức đang lĩnh chức Tổng trấn. Đương thời, Trịnh Hoài Đức đang làm Hiệp tổng trấn, chuyên lo việc hành chính.  

Tháng giêng năm Kỷ Mão (1819), đời vua Gia Long, Huỳnh Công Lý nhận lệnh chỉ huy việc đào kinh. Sách Quốc triều sử toát yếu (Chính biên) chép: 
…Khiến Phó tổng trấn Hoàng Công Lý đem 10 vạn dân, cấp tiền gạo đào sông từ thành Phiên An thông đến sông Mã Trường Giang . Đào xong rồi, Ngài (Gia Long) đặt tên là An Thông Hà. Đàng sông đã thông, thuyền bè qua lại đêm ngày, chỗ ấy thành một chỗ đô hội lợi ích cho dân lắm .
Ngoài ra, trong khoảng thời gian này, Huỳnh Công Lý còn hỗ trợ trấn thủ Định Tường Bửu Thiện hầu Nguyễn Văn Phong lấy hơn 9000 dân nạo nét sông Bảo Định ở Mỹ Tho (đào cho kinh Vũng Gù ở cửa sông Vàm Cò Đông (Tân An) thông với sông Tiền ở Mỹ Tho).

### Đánh dẹp quân Sư Kế
Tháng 10 năm Kỷ Mão (1819), Tổng trấn Nguyễn Huỳnh Đức chết. Gia Long cho Chưởng hữu quân Nguyễn Văn Nhân thay. Cuối năm Kỷ Mão (đầu năm 1820), vua Gia Long qua đời, sau đó Nguyễn Phúc Đảm lên nối ngôi, đặt niên hiệu là Minh Mạng. Nguyễn Văn Nhân xin về kinh chịu tang, cho Trịnh Hoài Đức giữ ấn quyền Tổng trấn.
Tháng 5 năm Minh Mạng 1 (1820), lấy Lê Văn Duyệt làm Tổng trần Gia Định. Một tháng sau, Trịnh Hoài Đức được triệu về Kinh.
Tháng 7 (âm lịch) năm ấy, bên nước Chân Lạp có một thầy tu tên là Kế (sử Việt thường gọi là Sư Kế) vận động những người dân bất mãn ở xứ ấy tràn sang sang đánh phá vùng Quang Hóa, Quang Phong, Thuận Thành (đều thuộc trấn Phiên An). Phó tổng trấn Huỳnh Công Lý liền sai Đào Quang Lý mang quân đi cản phá không được.
Được tin báo, nhà vua mới liền sai Tả quân Lê Văn Duyệt trở vào Gia Định để cùng Hoàng Công Lý lo việc đánh đuổi. Duyệt sai Huỳnh Công Lý đi đánh giặc Kế cướp phá trên các đạo Quang Hóa, Quang phong và Thuận Thành (vùng biên giới Tây Ninh). Huỳnh Công Lý thắng trận.
Đề cập đến vụ việc này, Sách Quốc triều sử toát yếu (Chính biên) chép:
Quan trấn Phiên An là Đào Quang Lý đánh không được, giặc càng hung dữ, cướp phá khắp nơi. Khi Lê Văn Duyệt đến, sai Hoàng Công Lý đem quân đánh và tư cho nước Chân Lạp thêm binh giúp sức, giặc thua chạy, Lý đem quân về...

Đại Nam thực lục thì ghi:
Sư Kế nước Chân Lạp cướp phủ Thời Thu. Quan Phiên là Vị Bôn Lịch bị thua chết. Tham Đích Tây, Kế Luyện, Na Côn đều làm phản theo giặc. Quân giặc tiến sát đến thành Nam Vang. Có thư của vua Phiên cáo cấp. Lê Văn Duyệt sai Đô thống chế Nguyễn Văn Trí và Trấn thủ Vĩnh Thanh Nguyễn Văn Thuỵ đem hơn 1.000 quân đến cứu viện. Lại sai Chưởng cơ Phan Công Nghĩa, Vệ uý Lê Kim Nhượng, Cai cơ Trần Văn Hạnh, Nguyễn Văn Tuyết đem thêm quân đến để tiếp ứng.
...
Đảng giặc Chân Lạp đã dẹp hết. Sai rút binh Gia Định về. Đầu là bọn Vệ uý Lê Kim Nhượng và Trần Văn Quế đuổi đánh dư đảng của sư Kế ở Lang Sóc (tên đất), phá luôn được, giặc tan tác hết. Bọn Tham Đích Tây, Kế Luyện Na Côn lần lượt về hàng. 

### Bị xử chết
Tuy lập được công, nhưng ngay sau đó Huỳnh Công Lý bị tố cáo là có hành vi tham nhũng. Theo đơn khiếu kiện của một số quân lính thì ông đã lợi dụng chức quyền để vơ vét tiền của dân chúng và của họ. Tổng trấn Lê Văn Duyệt đã khởi tố vụ án, vụ việc được ông chuyển ra Huế
Sách Đại Nam thực lục chép:
Năm Minh Mệnh thứ nhất (1820), tháng 9...Phó tổng trấn Gia Định là Hoàng Công Lý tham lam trái phép, bị quân nhân tố cáo hơn mười việc. Lê Văn Duyệt đem việc tâu lên. Vua bảo Nguyễn Văn Nhân và Nguyễn Văn Xuyên rằng: "Không ngờ Công Lý quá đến thế, công trạng nó có gì bằng các khanh, duy nhờ Tiên đế cất nhắc, ngôi đến phó Tổng trấn, lộc nước ơn vua, thực không phải bạc, thế mà lại bóc lột tiểu dân, làm con mọt nước. Nay tuy dùng phép buộc tội, nhưng dân dã khốn khó rồi."
Sau khi hội bàn với đình thần, nhà vua bèn cho bắt giam Huỳnh Công Lý, rồi sai Thiêm sự bộ Hình là Nguyễn Đình Thinh đến Gia Định để tra xét án 
Kết cuộc, ngoài số tiền tham nhũng trên ba vạn quan, Nguyễn Đình Thinh còn phát hiện trong thời gian làm quan ở Huế, Huỳnh Công Lý đã bắt lính xây dựng ba cửa hàng gạch ở bên bờ sông Hương để tư lợi. 
Đình thần luận tội, khép Huỳnh Công Lý vào tội chết. Sau khi án được nhà vua phê thuận, tháng 5 năm 1821, Huỳnh Công Lý bị xử tử tại Gia Định, số tài sản tham nhũng được chi trả lại cho quân lính và người dân bị bốc lột, cửa hàng ở Huế thì được bán để lấy tiền giúp cho cấm binh .

## Bàn về giai thoại...
Lâu nay có giai thoại cho rằng, vua Minh Mạng có ý bao che Hoàng Công Lý (vì là cha vợ), và Lê Văn Duyệt đã phải dùng "Thượng phương kiếm" với quyền "tiền trảm hậu tấu" để chém chết Huỳnh Công Lý vì sợ nhà vua bao che, để rồi nhân vụ án Lê Văn Khôi (con nuôi ông Duyệt), mà nhà vua đã ra lệnh kết tội thật nặng Lê Văn Duyệt .
Trong tài liệu "Souvenirs historiques sur Saigon et ses environs" (Ký ức lịch sử về Sài Gòn và vùng phụ cận) của Trương Vĩnh Ký, xuất bản năm 1885 có kể lại rằng trong thời gian Lê Văn Duyệt ra Huế, Huỳnh Công Lý đã có liên hệ bất chính với những bà vợ của Lê Văn Duyệt ở Gia Định...nên Lê Văn Duyệt đã chém đầu Huỳnh Công Lý, không những về tội tham nhũng, lộng quyền mà còn có chuyện liên hệ với vợ Lê Văn Duyệt nữa...
Tuy nhiên, trong một bài viết, giáo sư Nguyễn Lý Tưởng đã bác bỏ chuyện Lê Văn Duyệt dùng "quyền tiền trảm hậu tấu". Ông viết: 
Đọc lại các tài liệu chính sử của triều đình, chúng tôi không thấy nói đến chuyện này...mà chỉ thấy Lê Văn Duyệt là người thi hành pháp luật rất nghiêm minh, và làm đúng thủ tục tố tụng...Những chuyện "bên lề" về vụ án Huỳnh Công Lý, cố ý làm cho dư luận hiểu sai lạc về Tả quân Lê Văn Duyệt...đều không có bằng chứng xác đáng và không đúng sự thật .
Và đoạn dụ sau đây cũng cho thấy vua Minh Mạng không hề bao che hay nương nhẹ đối với cha vợ mình:
Dụ: Trước đây, Hoàng Công Lý là Thị trung tả thống chế, đã không làm rõ được ý trẫm là yêu thương binh lính. Trái lại còn lợi dụng làm giàu cho mình, làm hại người khác, sai riêng cấm binh mở ba cửa hàng gạch ngói mưu lợi riêng. Tất cả gỗ đá, gạch ngói đều cho chở về xây dựng nhưng chưa bị phát giác. Đến khi y trở lại nhận chức Phó Tổng Trấn Gia Định, lòng tham lại càng quá đáng. Nay bị binh lính, dân chúng, thợ thuyền Gia Định tố giác. Quan Tổng trấn ở đó đã tra xét rõ ràng và tấu trình. Trẫm nghĩ phạm nhân cũng là viên quan lớn ngoài biên nên giáng chỉ cho đình thần họp bàn định tội và phúc tấu. Nay đã trình lên và đều nói tội ác của Hoàng Công Lý chồng chất quá nhiều, xin chém theo luật cho mọi người biết và để răn đe sau này...Từ nay về sau bất kể quân lính trong ngoài, gặp phải các viên biền tham lam ngược đãi như vậy mà vướng chỗ quyền thế không nói ra được thì cho phép tâu trình, trẫm sẽ tìm ra căn nguyên để trị tội kẻ tham nhũng. Hãy kính theo Dụ này...Ngày 14 tháng 5 năm Minh Mệnh thứ 2 (1821).

## Sách tham khảo chính
- Quốc sử quán triều Nguyễn, Đại Nam thực lục (tập 2). Nhà xuất bản Giáo dục, 2007.
- Quốc sử quán triều Nguyễn, Quốc triều sử toát yếu. Nhà xuất bản Văn Học, 2004.
- Vương Hồng Sển, Sài Gòn năm xưa. Nhà xuất bản Thành phố Hồ Chí Minh, 1991.